# Penningört
Penningört (Thlaspi arvense) är ett mycket vanligt åker- och trädgårdsogräs, lite mindre vanligt i Skandinaviens nordliga delar. Örten är ettårig och dess vegetation och blomstring är begränsade till sommaren. Örtståndet och i synnerhet skidorna har svag lukt av senap och lök. Denna växt har ljus och glad grönska och under blomningen gulnar bladen och dör bort i ordning nedifrån och uppåt så att plantan på mycket torra ställen blir nästan bladlös när en större mängd skidor är fullväxta. Skidorna är platta på samma sätt som hos lomme, men har rundad omkrets och är dessutom försedda med en tunn, bred kant av grön färg (de sägs ibland felaktigt vara "vingkantade"). Genom denna breda kant fungerar skidorna som blad när de verkliga bladen, som nyss nämnts, vissnar bort i förtid. Fruktsättningen är ofantligt riklig och jämn. På stora och greniga exemplar kan man ofta räkna ett par tusen skidor. Eftersom dessa i medeltal innehåller ungefär 10 frön, är en kvantitet av 20 000 frön från ett större Thlaspi-stånd inte ovanligt. 

## Utbredning
Penningörten förekommer i Europa och österut genom tempererade Asien till Japan, samt i Nordafrika, på Grönland och Spetsbergen. Den har införts till bland annat Nordamerika och Australien. 

## Etymologi
Penningörten har fått sitt svenska namn efter sina stora, runda skidor, vilka liknats vid mynt. Dess vetenskapliga artepitet, arvense, har betydelsen "växande på åkrar". Bland penningörtens många äldre namn finns bland annat penninggräs, skillingar, penningskärf, åkertaskor och åkerlök.